# Ефремов (станция)
Ефре́мов — станция Московской железной дороги. Расположена в городе Ефремов Тульской области.

## Краткая характеристика
Входит в Тульский центр организации работы железнодорожных станций ДЦС-4 Московской дирекции управления движением. По основному характеру работы является грузовой, по объёму работы отнесена к 3 классу. Одна из крупных станций на неэлектрифицированном участке Ожерелье — Елец. От станции отходят несколько подъездных путей.
Является стыковой, передаточной между Московской и Юго-Восточной железными дорогами. Граница проходит к югу от станции, за железнодорожным мостом через реку Красивая Меча, линия на Елец относится к Белгородскому региону ЮВЖД.
Здание вокзала расположено на возвышении, а платформы находятся между средними путями станции. Выход к ним возможен только по пешеходному мосту или настилу.

## История
Станция была открыта в 1874 году на ответвлении Ряжско-Вяземской железной дороги от Узловой до Ельца. Важную роль в этом сыграл Д. Д. Оболенский. В 1931 году станция перестраивается, в 1954 году построен двухэтажный вокзал. В октябре 1919 года М. И. Калинин приезжал на агитпоезде в Ефремов, где выступал с пламенной речью к ефремовским трудящимся.
К 140-летию со дня рождения великого русского писателя Ивана Бунина на смотровой площадке возле вокзала установлен памятник в его честь. Автор памятника — Александр Бурганов.

## Пассажирское движение
На станции останавливаются все пригородные и поезда дальнего следования. Пригородное сообщение обслуживается поездами ЦППК. Пригородное сообщение связывает Ефремов с городами Тульской области: Богородицк, Узловая, Новомосковск.

## Галерея
- Мост через Красивую Мечу (ок. 1900)
- На перегоне Малая Андреевка — Ефремов
- Поезд Ташкент — Санкт-Петербург, станция Ефремов
- В пути между Ефремовым и Узловой